# CHAGE and ASKA Concert tour 2007 DOUBLE
『CHAGE and ASKA Concert tour 2007 DOUBLE』（チャゲアンドアスカ・コンサート・ツアー・2007・ダブル）は、CHAGE and ASKAのライブ・ビデオ。2007年8月29日にDVDで、2012年4月25日にBDで発売された。

## 概要
アルバム『DOUBLE』を引っ提げ、2007年3月23日から7月22日にかけて行ったコンサートツアー「日清製粉グループ presents CHAGE and ASKA Concert tour 2007 DOUBLE」の中から、5月24日のNHKホール公演の模様が収録されている。

## 収録曲

### DISC 1
1. Opening Movie
2. 恋人はワイン色
作詞・作曲：ASKA
3. 僕はMusic
作詞：ASKA・松井五郎　作曲：ASKA
4. ボクラのカケラ
作詞：CHAGE・松井五郎　作曲：CHAGE・村田努
5. パパラッチはどっち
作詞：ASKA・松井五郎　作曲：ASKA
6. ベンチ
作詞・作曲：CHAGE
7. 風のライオン
作詞・作曲：ASKA
8. no doubt
作詞・作曲：ASKA
9. 地球生まれの宇宙人
作詞・作曲：ASKA
10. Here & There
作詞：松井五郎　作曲：CHAGE・村田努
11. crossroad 〜いまを生きる僕を〜
作詞：石塚貴洋　作曲：CHAGE・Tom Watts
12. 熱い想い
作詞：ASKA・松井五郎　作曲：ASKA
13. PRIDE
作詞・作曲：ASKA

### DISC 2
1. 明け方の君
作詞・作曲：ASKA
2. Wasting Time
作詞：石塚貴洋・松井五郎　作曲：CHAGE・村田努
3. 夢の番人
作詞・作曲：ASKA
4. GUYS
作詞・作曲：ASKA
5. Sea of Gray
作詞：ASKA　作曲：CHAGE・村上啓介
6. YAH YAH YAH
作詞・作曲：ASKA
7. can do now
作詞・作曲：ASKA
8. Man and Woman
作詞：ASKA・松井五郎　作曲：ASKA
9. SAY YES
作詞・作曲：ASKA
10. Ending Movie